# Gelsa (ort)
Gelsa är en ort i Spanien.   Den ligger i provinsen Provincia de Zaragoza och regionen Aragonien, i den nordöstra delen av landet, 290 km öster om huvudstaden Madrid. Gelsa ligger 153 meter över havet och antalet invånare är 1 218.
Terrängen runt Gelsa är huvudsakligen platt. Gelsa ligger nere i en dal. Runt Gelsa är det glesbefolkat, med 12 invånare per kvadratkilometer. Närmaste större samhälle är Fuentes de Ebro, 18,3 km nordväst om Gelsa. Trakten runt Gelsa består till största delen av jordbruksmark.